# 1851
1851 (MDCCCLI) var ett normalår som började en onsdag i den gregorianska kalendern och ett normalår som började en måndag i den julianska kalendern.

## Händelser

### Januari
- Januari – Utlänningar massakreras i Jaffa, Osmanska riket, bland dem amerikaner. USA sätter skickar eskader i Medelhavet till Levantkusten.[1]
- 1 januari – De sista mindre striderna i schleswig-holsteinska kriget utspelas.
- 10 januari – Johan August Gripenstedt blir svensk finansminister.
- 11 januari – Taipingupproret i Kina inleds officiellt av Hong Xiuquan.
- 15 januari – Christian Female College grundas av Missouri General Assembly.
- 23 januari – Slantsingling i USA avgör om nya staden i Oregonterritoriet skall namnges efter Boston, Massachusetts, eller Portland, Maine. Portland vinner.
- 28 januari – Northwestern University bildas.

### Februari
- 12 februari – Edward Hargraves meddelar att han funnit guld i Australien.
- 15 februari – I Boston i Massachusetts, USA räddar medlemmar av Boston Vigilance Committee förrymde slaven Shadrach Minkins från en rättssal efter att han anhållits av amerikanska marskalkar.

### Mars
- 1 mars – Victor Hugo använder termen Europas förenta stater i ett tal till Frankrikes nationalförsamling.
- 11 mars – Giuseppe Verdis opera Rigoletto har premiär vid  La Fenice i Venedig.
- 27 mars  – För första gången ser vita Yosemitedalen.
- 30 mars – En folkräkning genomförs i Storbritannien.

### April
- 9 april – San Luis, den äldsta permanenta bosättningen i Colorado, USA grundas av bosättare från Taos, New Mexico.
- 20 april – Ramón Castilla förlorar makten i Peru.
- 21 april – John Stuart Mill gifter sig med Harriet Taylor.
- 28 april – Santa Clara College bildas i Santa Clara i Kalifornien, USA.

### Maj

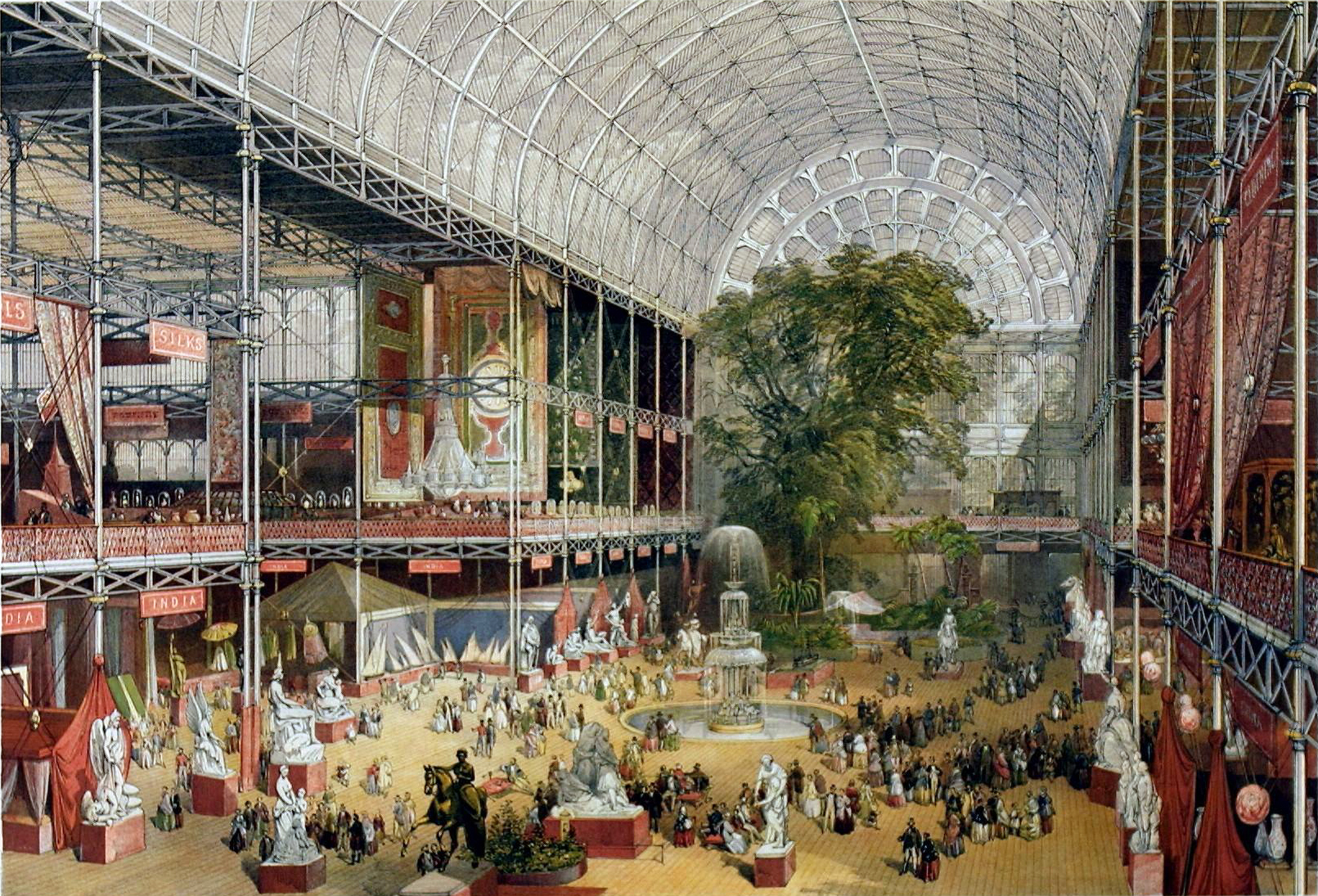
Londonutställningen.

- 1 maj – Den första världsutställningen, "The Great Exhibition of works of Industry of All Nations" öppnar i London. Sverige finns representerat, om än ganska blygsamt, och får beröm för sina järnprodukter.

### Juni
- 11 juni – Den svenske författaren Carl Jonas Love Almqvist flyr till Amerika anklagad för giftmordförsök och reversförfalskning.

### Juli
- Juli –  Odödliga partiet i schack spelas.
- 1 juli
  - Victoria skiljs från New South Wales.
  - Serieförgiftaren Hélène Jégado arresteras i Rennes, Frankrike.
- 10 juli – California Wesleyan College bildas i Santa Clara i Kalifornien, USA.
- 28 juli – En total solförmörkelse inträffar i Sverige.
- 29 juli –  Annibale de Gasparis i Neapel upptäcker asteroiden 15 Eunomia.

### Augusti
- Augusti –Styrkor från  amerikanska kanonslupen Dale utkräver upprättelse för det olagliga fängslandet av kaptenen på en amerikansk valfångstbrigg vid Johannesön öster om Afrika.[1]
- 1 augusti – Virginia stänger sitt Reform Constitutional Convention och beslutar att alla vita män har rätt att rösta.
- 22 augusti – Yachten America vinner första America's Cup.

### September
- 15 september – Saint Joseph's University bildas i Philadelphia, Pennsylvania, USA.

New York Times.

- 18 september – Tidningen New York Times grundas.
- 30 september – Fregatten Eugenies kastar loss från Karlskrona, Sverige för att påbörja sin resa som Svenska flottans första fartyg på världsomsegling.

### Oktober
- Oktober – Nyhetsbyrån Reuters bildas.
- 15 oktober – Staden Winona, Minnesota i USA grundas.
- 18 oktober – The Great Exhibition of works of Industry of All Nations stängs.
- 24 oktober – Ariel och Umbriel, naturliga satelliter till Uranus, upptäcks av William Lassell.

### November
- 13 november
  - Denny Party landsriger vid Alki Point, och blir de första bosättarna i vad som kommer att bli Seattle i USA.
  - Första skyddade sjökabeln för telegrafi läggs över Engelska kanalen.
- 14 november – Herman Melvilles roman Moby-Dick; or The Whale publiceras i USA av Harper & Brothers, New York, efter att ha publicerats den 19 oktober i London av Richard Bentley, i tre volymer som The Whale.

### December
- 2 december – Vid en statskupp upplöser Frankrikes president Louis Napoleon nationalförsamlingen och förklarar en ny konstitution.
- 6 december – Rättegången mot Hélène Jégado börjar.
- 9 december – Den första YMCA-föreningen i Nordamerika bildas i Montréal, Québec.
- 24 december – Kongressbiblioteket i USA eldhärjas.
- 26–27 december – Ett krigsfartyg ur Brittiska flottan bombarderar Lagosön; Oba Kosoko såras och flyr till Epe.

### Okänt datum
- Gustaf Lagerbjelkes förslag om en riksdag bestående av fyra stånd och en riksnämnd antas som vilande av den svenska riksdagen.
- Studentsången Sjungom studentens lyckliga dag skrivs av "Sångarprinsen" prins Gustav.
- Ersta diakonisällskap grundar ett sjukhus enligt moderna principer i Stockholm.
- En kurs för civilingenjörer inrättas vid Mariebergs högre artilleriläroverk.
- IOGT grundas i Utica i USA.

## Födda

### Första kvartalet

#### Januari
- 17 januari – Arthur Burdett Frost, amerikansk illustratör. (död 1928)

#### Februari
- 7 februari – Robert J. Gamble, amerikansk republikansk politiker, senator 1901–1913. (död 1924)
- 12 februari – Eugen von Böhm-Bawerk, österrikisk nationalekonom. (död 1914)
- 21 februari – Thomas Sterling, amerikansk republikansk politiker, senator 1913–1925. (död 1930)

#### Mars
- 14 mars – John S. Little, amerikansk demokratisk politiker. (död 1916)
- 24 mars – Jim Hogg, amerikansk demokratisk politiker, guvernör i Texas 1891–1895. (död 1906)
- 26 mars – Archibald Meston, australisk politiker. (död 1924)

### Andra kvartalet

#### April
- 16 april – Ernst Josephson, svensk målare och poet. (död 1906)
- 21 april – Sílvio Romero, brasiliansk författare. (död 1914)

#### Maj
- 16 maj – Johann Baptist von Anzer, tysk katolsk missionsledare. (död 1903)
- 17 maj – Johan De la Gardie, svensk godsägare och riksdagsman. (död 1895)
- 29 maj – Fred Dubois, amerikansk politiker, senator 1891–1897 och 1901–1907. (död 1930)

#### Juni
- 9 juni – Charles Joseph Bonaparte, amerikansk advokat och politiker, justitieminister 1906–1909, grundare av FBI. (död 1921)
- 12 juni – James Smith Jr., amerikansk demokratisk politiker, senator 1893–1899. (död 1927)
- 22 juni – Johan Laurentz, svensk arkitekt. (död 1901)
- 30 juni – H.B. Higgins, australisk jurist och politiker, justitieminister 1904. (död 1929)

### Tredje kvartalet

#### Juli
- 20 juli – Arnold Pick, tjeckoslovakisk neurolog och psykiater. (död 1924)
- 21 juli – Sam Bass, amerikansk tågrånare och western-ikon. (död 1878)
- 24 juli – Edward Miller Gard Eddy, järnvägsman och chefsjärnvägskommissarie i New South Wales 1888–1897. (död 1897)

#### Augusti
- 3 augusti – George Francis FitzGerald, irländsk fysiker. (död 1901)
- 5 augusti – Maria Anholm, svensk kvinnosakskvinna, missionär och reseskildrare. (död 1946)
- 14 augusti – Doc Holliday, amerikansk tandläkare och revolverman. (död 1887)
- 20 augusti – Abraham Berge, norsk politiker, statsminister 1923–1924. (död 1936)

#### September
- 28 september – Alice Bonthron, svensk handikappedagog. (död 1928)

### Fjärde kvartalet

#### Oktober
- 6 oktober – William P. Longley, amerikansk bandit. (död 1878)
- 31 oktober – Louise av Sverige, drottning av Danmark 1906–1912, gift med Fredrik VIII. (död 1926)

#### November
- 5 november – Charles Dupuy, fransk politiker, Frankrikes tillförordnade president 25–27 juni 1894, 16–17 januari 1895 och 16–18 februari 1899. (död 1923)
- 18 november – Anton Bettelheim, österrikisk skriftställare. (död 1930)
- 21 november – Désiré-Joseph Mercier, belgisk katolsk ärkebiskop och kardinal. (död 1921)

#### December
- 15 december – Carl Gustaf Hellqvist, svensk konstnär. (död 1890)
- 20 december
  - Theodore E. Burton, amerikansk republikansk politiker, senator 1909–1915 och 1928–1929. (död 1929)
  - Knut Wicksell, svensk nationalekonom och politisk aktivist. (död 1926)
- 24 december – Édouard de Castelnau, fransk militär. (död 1944)

## Avlidna

### Första kvartalet

#### Januari
- 24 januari – Gaspare Spontini, 76, italiensk operatonsättare.

#### Februari
- 1 februari – Mary Shelley, 53, brittisk författare, skrev berättelsen om Frankenstein.
- 18 februari – Carl Gustav Jacob Jacobi, 46, tysk matematiker.

#### Mars
- 9 mars – Hans Christian Ørsted, dansk fysiker och kemist.
- 11 mars – George McDuffie, 60, amerikansk politiker.
- 22 mars
  - Isaac Hill, 61, amerikansk demokratisk politiker, senator 1831–1836, guvernör i New Hampshire 1836–1839.
  - Göran Wahlenberg, 70, svensk botaniker.

### Andra kvartalet

#### April
- 18 april – Christian Friedrich Nasse, 73, tysk läkare.
- 25 april – Joseph Lecompte, 53, amerikansk politiker, kongressledamot 1825–1833.

#### Maj
- 3 maj – Thomas Hickman Williams, 50, amerikansk politiker, senator 1838–1839.
- 5 maj – Philip Hone, 70, amerikansk politiker, borgmästare i New York 1826–1827.
- 9 maj – Gustaf Idestam, 49, finländsk bergmästare.

#### Juni
- 10 juni – Hans von Linstow, 64, dansk-norsk arkitekt.

### Tredje kvartalet

#### Juli
- 19 juli – Louis Jacques Mandé Daguerre, 63, fransk uppfinnare och fotograf.

#### Augusti
- 9 juli – Karl Gützlaff, 48, tysk evangelisk missionär i Kina.

#### September
- 4 september – Levi Woodbury, 61, amerikansk politiker, USA:s finansminister 1834–1841.
- 19 september – Carl Fredrik af Wingård, 69, svensk ärkebiskop sedan 1839.

### Fjärde kvartalet

#### Oktober
- 19 oktober – Marie Theresia Charlotte, 72, fransk prinsessa.

#### November
- 30 november – Anders Henrik Falck, 79, finländsk ämbetsman.

#### December
- 19 december – William Turner, 76, brittisk konstnär.

### Fotnoter
1. 1 2  ”USA:s militära insatser i utlandet 1798-2004”. Arkiverad från originalet den 9 december 2013. https://web.archive.org/web/20131209174005/http://www.history.navy.mil/library/online/forces.htm. Läst 30 januari 2011.